# Чемпионат Греции по волейболу среди женщин
Чемпионат Греции по волейболу среди женщин — ежегодное соревнование женских волейбольных команд Греции. Проводится с 1970 года.
Соревнования проводятся в 4 дивизионах — VolleyLeague, Pre league, А1 и В. Организатором чемпионатов является Греческая федерация волейбола (Ελληνική Ομοσπονδία Πετοσφαίρισης — ЕОПЕ). 

## Формула соревнований
Чемпионат в Воллейлиге в сезоне 2024/25 включал предварительный этап и плей-офф. На предварительной стадии команды провели двухкруговой турнир. 8 лучших вышли в плей-офф и далее по системе с выбыванием определили двух финалистов, которые разыграли первенство. Серии матчей четвертьфинала и полуфинала плей-офф состояли из двух матчей (в случае равенства побед и очков предусмотрен «золотой» сет). В финале соперники играли до трёх побед одного из соперников.
За победы со счётом 3:0 и 3:1 команды получают 3 очка, 3:2 — 2 очка, за поражение со счётом 2:3 — 1 очко, 0:3 и 1:3 — 0 очков.
В чемпионате 2024/25 в Воллейлиге участвовали 12 команд: «Олимпиакос» (Пирей), ПАОК (Салоники), «Тирас» (Тира), «Панатинаикос» (Афины), АЭК (Афины), «Тетис Вулас» (Вула), «Паниониос» (Неа-Смирни), «Арис» (Салоники), «Маркопулу» (Маркопулон), «Милон» (Неа-Смирни), «Ламиас» (Ламия), «Амазонас» (Неа-Эритрея). Чемпионский титул выиграл «Олимпиакос», победивший в финальной серии ПАОК 3-0 (3:0, 3:0, 3:2). 3-е место занял «Тирас».

## Призёры
| Сезон     | 1-е место                                         | 2-е место                                         | 3-е место                                         |
| --------- | ------------------------------------------------- | ------------------------------------------------- | ------------------------------------------------- |
| 1971      | «Панатинаикос» Афины                              | «Ираклис» Салоники                                | ?                                                 |
| 1972      | «Панатинаикос» Афины                              | «Американико Колледж» Афины                       | «Ираклис» Салоники                                |
| 1973      | «Панатинаикос» Афины                              | «Зириниос» Кифисья                                | «Ираклис» Салоники                                |
| 1974      | «Зириниос» Кифисья                                | «Панатинаикос» Афины                              | «Кавала» Кавала                                   |
| 1975      | «Зириниос» Кифисья                                | «Панатинаикос» Афины                              | «Артемис Коридалу» Коридалос                      |
| 1976      | «Зириниос» Кифисья                                | «Панатинаикос» Афины                              | «Артемис Коридалу» Коридалос                      |
| 1977      | «Панатинаикос» Афины                              | «Зириниос» Кифисья                                | «Арис» Салоники                                   |
| 1978      | «Панатинаикос» Афины                              | «Зириниос» Кифисья                                | «Кавала» Кавала                                   |
| 1979      | «Панатинаикос» Афины                              | «Филатлитикос» Салоники                           | «Зириниос» Кифисья                                |
| 1980      | «Зириниос» Кифисья                                | «Панатинаикос» Афины                              | «Филатлитикос» Салоники                           |
| 1981      | «Зириниос» Кифисья                                | «Панатинаикос» Афины                              | «Филатлитикос» Салоники                           |
| 1982      | «Панатинаикос» Афины                              | «Филатлитикос» Салоники                           | «Арис» Салоники                                   |
| 1982/83   | «Панатинаикос» Афины                              | «Зириниос» Кифисья                                | «Филатлитикос» Салоники                           |
| 1983/84   | «Филатлитикос» Салоники                           | «Панатинаикос» Афины                              | «Арис» Салоники                                   |
| 1984/85   | «Панатинаикос» Афины                              | «Филатлитикос» Салоники                           | «Ионикос» Неа-Филаделфия                          |
| 1985/86   | «Филатлитикос» Салоники                           | «Панатинаикос» Афины                              | «Ионикос» Неа-Филаделфия                          |
| 1986/87   | «Филатлитикос» Салоники                           | «Панатинаикос» Афины                              | «Ионикос» Неа-Филаделфия                          |
| 1987/88   | «Панатинаикос» Афины                              | «Филатлитикос» Салоники                           | «Зириниос» Кифисья                                |
| 1988/89   | «Ионикос» Неа-Филаделфия                          | «Филатлитикос» Салоники                           | «Панатинаикос» Афины                              |
| 1989/90   | «Панатинаикос» Афины                              | «Ионикос» Неа-Филаделфия                          | «Филатлитикос» Салоники                           |
| 1990/91   | «Панатинаикос» Афины                              | «Ионикос» Неа-Филаделфия                          | «Зириниос» Кифисья                                |
| 1991/92   | «Панатинаикос» Афины                              | «Панэллиниос» Афины                               | «Зириниос» Кифисья                                |
| 1992/93   | «Панатинаикос» Афины                              | «Ионикос» Неа-Филаделфия                          | «Виронас» Вирон                                   |
| 1993/94   | «Ионикос» Неа-Филаделфия                          | «Панатинаикос» Афины                              | «Филатлитикос» Салоники                           |
| 1994/95   | «Врилиссион» Врилисия                             | «Панатинаикос» Афины                              | «Ионикос» Неа-Филаделфия                          |
| 1995/96   | «Врилиссион» Врилисия                             | «Ионикос» Неа-Филаделфия                          | «Панатинаикос» Афины                              |
| 1996/97   | «Врилиссион» Врилисия                             | «Панатинаикос» Афины                              | «Ионикос» Неа-Филаделфия                          |
| 1997/98   | «Панатинаикос» Афины                              | «Врилиссион» Врилисия                             | «Филатлитикос» Салоники                           |
| 1998/99   | «Врилиссион» Врилисия                             | «Панатинаикос» Афины                              | «Филатлитикос» Салоники                           |
| 1999/2000 | «Панатинаикос» Афины                              | «Филатлитикос» Салоники                           | «Врилиссион» Врилисия                             |
| 2000/01   | «Панэллиниос» Афины                               | «Панатинаикос» Афины                              | «Филатлитикос» Салоники                           |
| 2001/02   | «Панэллиниос» Афины                               | «Филатлитикос» Салоники                           | «Врилиссион» Врилисия                             |
| 2002/03   | «Филатлитикос» Салоники                           | «Панатинаикос» Афины                              | «Врилиссион» Врилисия                             |
| 2003/04   | «Врилиссион» Врилисия                             | «Панэллиниос» Афины                               | «Панатинаикос» Афины                              |
| 2004/05   | «Панатинаикос» Афины                              | «Филатлитикос» Салоники                           | «Аполлон Керацини» Пирей                          |
| 2005/06   | «Панатинаикос» Афины                              | «Маркопулу» Маркопулон                            | «Панэллиниос» Афины                               |
| 2006/07   | «Панатинаикос» Афины                              | «Олимпиакос» Пирей                                | «Панэллиниос» Афины                               |
| 2007/08   | «Панатинаикос» Афины                              | «Олимпиакос» Пирей                                | «Маркопулу» Маркопулон                            |
| 2008/09   | «Панатинаикос» Афины                              | «Олимпиакос» Пирей                                | «Ираклис» Салоники                                |
| 2009/10   | «Панатинаикос» Афины                              | «Олимпиакос» Пирей                                | «Паниониос» Неа-Смирни                            |
| 2010/11   | «Панатинаикос» Афины                              | «Олимпиакос» Пирей                                | АЭК Афины                                         |
| 2011/12   | АЭК Афины                                         | «Олимпиакос» Пирей                                | «Панатинаикос» Афины                              |
| 2012/13   | «Олимпиакос» Пирей                                | АЭК Афины                                         | «Ираклис Кифисиас» Кифисья                        |
| 2013/14   | «Олимпиакос» Пирей                                | АЭК Афины                                         | «Панатинаикос» Афины                              |
| 2014/15   | «Олимпиакос» Пирей                                | «Панатинаикос» Афины                              | «Паннаксиакос» Наксос                             |
| 2015/16   | «Олимпиакос» Пирей                                | «Тирас» Тира                                      | «Панатинаикос» Афины                              |
| 2016/17   | «Олимпиакос» Пирей                                | «Паннаксиакос» Наксос                             | «Панатинаикос» Афины                              |
| 2017/18   | «Олимпиакос» Пирей                                | «Арис» Салоники                                   | «Тирас» Тира                                      |
| 2018/19   | «Олимпиакос» Пирей                                | «Паннаксиакос» Наксос                             | «Тирас» Тира                                      |
| 2019/20   | «Олимпиакос» Пирей                                | «Тирас» Тира                                      | «Панатинаикос» Афины                              |
| 2020/21   | Из-за пандемии COVID-19 чемпионат не был завершён | Из-за пандемии COVID-19 чемпионат не был завершён | Из-за пандемии COVID-19 чемпионат не был завершён |
| 2021/22   | «Панатинаикос» Афины                              | «Олимпиакос» Пирей                                | ПАОК Салоники                                     |
| 2022/23   | «Панатинаикос» Афины                              | «Олимпиакос» Пирей                                | ПАОК Салоники                                     |
| 2023/24   | «Панатинаикос» Афины                              | «Олимпиакос» Пирей                                | АЭК Афины                                         |
| 2024/25   | «Олимпиакос» Пирей                                | ПАОК Салоники                                     | «Тирас» Тира                                      |

## Титулы
| Клуб                        | Титулы | Сезоны                                                                                    |
| --------------------------- | ------ | ----------------------------------------------------------------------------------------- |
| «Панатинаикос» Афины        | 26     | 1971—1973, 1977—1979, 1982, 1983, 1985, 1988, 1990—1993, 1998, 2000, 2005—2011, 2022—2024 |
| «Олимпиакос» Пирей          | 9      | 2013—2020, 2025                                                                           |
| «Сириниос Кифисиас» Кифисья | 5      | 1974—1976, 1980, 1981                                                                     |
| «Ф.О. Врилиссион» Врилисия  | 5      | 1995—1997, 1999, 2004                                                                     |
| «Филатлитикос» Салоники     | 4      | 1984, 1986, 1987, 2003                                                                    |
| «Ионикос» Неа-Филаделфия    | 2      | 1989, 1994                                                                                |
| «Панэллиниос» Афины         | 2      | 2001, 2002                                                                                |
| АЭК Афины                   | 1      | 2012                                                                                      |